# Agrilus pseudoussuricola
Agrilus pseudoussuricola es una especie de insecto del género Agrilus, familia Buprestidae, orden Coleoptera.
Fue descrita científicamente por Alexeev, 1979.